# Miltinobates
Miltinobates is een geslacht van rechtvleugeligen uit de familie sabelsprinkhanen (Tettigoniidae). De wetenschappelijke naam van dit geslacht is voor het eerst geldig gepubliceerd in 1902 door Sjöstedt.

## Soorten
Het geslacht Miltinobates  is monotypisch en omvat slechts de volgende soort:
- Miltinobates blandus (Sjöstedt, 1902)